# Ill Niño EP
Ill Niño EP is een ep van de Zuid-Amerikaanse nu-metalband Ill Niño. Het was het eerste materiaal dat de band opnam met de huidige zanger Christian Machado, als vervanger van Jorge Rosado. Machado gaf zijn taak als basgitarist op aan Laz Pina, die eerder in Broomhellda speelde.

## Tracklist
1. Nothing's Clear
2. Disposed
3. Rumba
4. Fallen
5. Part of the Signs
6. El Niño
7. God is I